# Магомедтагиров Адільгерей Магомедович
Адільгерей Магомедович Магомедтагиров (рос. Адильгерéй Магоме́дович Магомедтаги́ров; 1 листопада 1966, Гонода, Гунібський район, Дагестан — 5 червня 2009, Махачкала, Дагестан) — російський діяч органів внутрішніх справ, генерал-лейтенант міліції. Герой Російської Федерації (2009, посмертно).

## Біографія
Народився 1 листопада 1956 року в селі Гонода Гунібського району, Дагестанської АРСР. За національністю — аварець.
На службі в органах МВС СРСР з 1978 — був міліціонером, оперуповноваженим карного розшуку, начальником карного розшуку в Радянському РВВС Махачкали. 1988 закінчив Мінську вищу школу міліції. З 1992 — заступник начальника Головного управління карного розшуку МВС Дагестану.
З 1994 — начальник Дербентського РВВС. Міністр внутрішніх справ Республіки Дагестан з 22 травня 1998 року і аж до своєї смерті.
В серпні-вересні 1999 року бере участь у Дагестанській війні. Неодноразово залучався до боротьби з національно-визвольними рухами Північного Кавказу.
Пережив кілька замахів на своє життя,  в яких був поранений і контужений. У причетності до них підозрюють Раббані Халілова.
Убитий невідомим снайпером з гвинтівки «Вінторєз» в Махачкалі 5 червня 2009 року на виході з ресторану «Марракеш» на проспекті Аметхана Султанова.
Похований за мусульманськими звичаями на цвинтарі рідного села Гонада.
Через кілька днів після того, що сталося, відповідальність за вбивство міністра взяв на себе польовий командир Ібрагім Гаджидадаєв із селища Гімри, який перебував у розшуку за два невдалі замахи на главу МВС Дагестану.
За версією журналістки Юлії Латиніної, приводом убивства Магомедтагирова могла бути його позиція щодо контролю витрачання бюджетних коштів на берегозміцнювальні роботи на узбережжі Каспійського моря в Дагестані.

### Особисте життя
Дружина Індіра та троє дітей: Арсен (37 років), Діана (33 роки) та Патімат (20 років).

## Нагороди
- Герой Російської Федерації (10 червня 2009 року, посмертно);
- Орден «За заслуги перед Вітчизною» IV ступеня з мечами (25 вересня 1999);
- Орден Мужності (4 листопада 2005);
- Медаль ордена «За заслуги перед Вітчизною» I та II (21 лютого 2006) ступенів;
- Медаль «За відзнаку в охороні громадського порядку»;
- Медаль «За зміцнення бойової співдружності» (Міноборони РФ).